# Catherine Hall
Pour les articles homonymes, voir Hall.
Catherine Hall (née en 1946) est une universitaire britannique. Elle est professeure émérite d'histoire sociale et culturelle britannique moderne à l'University College de Londres et présidente de son projet de bourse numérique, le Centre pour l'étude des héritages de l'esclavage britannique. Son travail d'historienne féministe porte sur les XVIIIe et XIXe siècles et sur les thèmes du genre, de la classe, de la race et de l'empire.

## Jeunesse et éducation
Catherine Barrett (plus tard Hall) est née en 1946 à Kettering, Northamptonshire. Son père, John Barrett, est pasteur baptiste, tandis que sa mère, Gladys, vient d'une famille de meuniers. Ses parents se sont rencontrés à l'université d'Oxford, où Gladys étudie l'histoire. Quand Catherine a trois ans, la famille déménage à Leeds, dans le Yorkshire, et elle y grandit dans une maison non conformiste ; les deux parents sont des « travaillistes radicaux ». Elle va au lycée, où elle dit avoir reçu une excellente éducation.
Elle fréquente ensuite l'université du Sussex à Falmer, mais vit entre Brighton et Londres, ayant rencontré son futur mari, Stuart Hall, qui vit à Londres. Elle se trouve déplacée parmi les «types métropolitains élégants» et déconcertée par l'accent mis sur le programme multidisciplinaire dans le Sussex. Elle part à l'Université de Birmingham, où Stuart part pour créer le Centre d'études culturelles, et obtient un diplôme d'histoire traditionnelle, développant un intérêt pour l'histoire médiévale.

## Plaidoyer et autres intérêts
Hall est impliquée dans la politique étudiante et l'activisme à Birmingham vers 1968, mais a ensuite un bébé, ce qui change sa vie. Elle s'implique dans le mouvement des femmes, devient une historienne féministe et co-écrit Family Fortunes avec Leonore Davidoff en 1987.
Au début des années 1960, elle participe à une marche pour la campagne pour le désarmement nucléaire.
En 1970, Hall assiste à la première conférence nationale de libération des femmes du Royaume-Uni au Ruskin College d'Oxford. Elle est membre du collectif Feminist Review entre 1981 et 1997.

## Carrière académique
Hall est une historienne féministe, connue pour ses travaux sur le genre, la classe, la race et l'empire entre 1700 et 1900.
Elle est employée comme "historienne du genre" à la Northeast London Polytechnic (aujourd'hui l'Université d'East London) à la fin des années 1980, ce qui implique d'examiner l'histoire d'un point de vue féministe, créant une nouvelle discipline connue par la suite sous le nom d'histoire féministe. Pendant ce temps, la discipline du postcolonialisme s'est développée et elle s'intéresse à ce sujet.
Elle est nommée professeur d'histoire sociale et culturelle britannique moderne à l'University College de Londres (UCL) en 1998, et est chercheuse principale des recherches "Legacies of British Slave Ownership" et "Structure and Significance of British-Caribbean Slave Ownership, 1763–1833". Elle prend sa retraite de son poste de professeur le 31 juillet 2016.
Depuis mai 2022, elle est professeure d'histoire moderne britannique à l'UCL et préside le projet digital scholarship, du Centre d'étude des héritages de l'esclavage britannique, où elle travaille depuis 2009.

## Récompenses
En 2016 elle reçoit le Prix Dan-David de la Fondation Dan David à Tel Aviv, Israël, qui comprend un fonds de recherche de 225 000 £ ; cependant, en soutien au mouvement Boycott, désinvestissement et sanctions, Hall refuse le prix, déclarant que c'est "un choix politique indépendant". En 2018, elle est élue Fellow de la British Academy (FBA) et en 2021, reçoit la Médaille Leverhulme, décernée par la British Academy "en reconnaissance de l'impact du professeur Hall sur l'histoire britannique moderne et contemporaine, en particulier dans les domaines de la classe, du genre, de l'empire et de l'histoire postcoloniale".

## Vie privée
Hall rencontre son futur mari, le théoricien de la culture et activiste Stuart Hall, lors d'une marche de la campagne pour le désarmement nucléaire au début des années 1960, et ils se marient en 1964. Le couple a une fille, Becky, et un fils, Jess, et la famille vit à Birmingham. Stuart est jamaïcain et, avec des enfants métis, Catherine est consciente de l'héritage du colonialisme britannique avant de commencer ses travaux universitaires sur le sujet.
Stuart est décédé en 2014. En mai 2016, Hall fait don de 3 000 livres de sa bibliothèque à la librairie Housmans,.

## Ouvrages publiés
- Family Fortunes: Men and Women of the English Middle Class 1780–1850 (1987, nouvelle édition 2002, avec Leonore Davidoff )
- White, Male And Middle-Class: Explorations In Feminism And History (1992)
- Gendered Nations: Nationalisms And Gender Order In The Long Nineteenth Century (éditeur 2000, avec Ida Blom et Karen Hagemann )
- Defining The Victorian Nation: Class, Race, Gender And The British Reform Act Of 1867 (2000, éditeur, avec Keith McClelland et Jane Rendall)
- Cultures Of Empire: Colonisers In Britain And The Empire In Nineteenth And Twentieth Centuries (2000, éditeur)
- Civilising Subjects: Metropole And Colony In The English Imagination, 1830–1867 (2002)
- Race, Nation and Empire: Making Histories, 1750 to the Present (2010, éditeur, avec Keith McClelland)
- Macaulay and Son: Architects of Imperial Britain (2012)